# トランスクライバー
トランスクライバーとは、写字生、謄写者、速記官、書記、筆記者、写本筆写者、代書人という意味。文字どおり写して書く人のこと。カセットテープ・ICレコーダー・音声ファイルなどの音声録音を元に、録音された内容を起こしていく人のことである。
一般にテープ起こしまたは音声反訳と呼ばれるこの作業は、狭義には一字一句違えることなくその内容を掘り起こしていく人のことだが、広義として音声データから編集、要約までする人のことを指すこともある。もっとも、後者はライターなどと呼ばれることも多い。古くは簡略文字を使った手書きだったが、後々修正ができないよう、近年では手書きではなくパソコンやタイプライターを用いて紙に印刷することがほとんどである。
ラテン語のtranscribere（trans「向うに」+scribere「書く」）に由来する。

## 医療現場での利用
メディカル・トランスクライバーは、主に医療現場・病院・研究機関において、法的文書である医療カルテ記載時に録音再生装置を使用して入力作業を行う。この専属のタイピストを置くことで、医師の作業件数を増やして効率を上げることができるため、国内の放射線部のある病院で広がった。
病院内では放射線検査の写真を判断した医師が、所見と診断結果を各依頼の科へのカルテレポート（院内での診断レポート）を送付するために作られることが多い。診断結果は法的文書であるため、医師が行う入力作業を専属のトランスクライバーに頼む形が一般的である。
近年では職業化され、メディカル・トランスクライバーという職種として病院などで募集されている。音声を聞いて文書にするだけという解釈から簡単な作業と思われがちだが、専門知識を多く必要とする難易度の高い職種といえる。

## トリビア
メディカル・トランスクライバーは同内容の単語を重複してタイピングすることが多く、放射線診断用語やドイツ語、英語、日本語をミックスした文章を入力するため、入力作業時に使用する辞書は通常のものではなく、専用の医療単語が登録された辞書機能を使用する。
トランスクライバーには医療以外にも、会議の詳細な議事録などを音声再生で掘り起こすものもあり、こちらは同内容や同単語の使用頻度が少ないため、手入力の方法のみとなっている。
英語テープ起こしをはじめとした外国語のテープ起こしは、比較的人件費の安価な海外に外注されることも多い。